# André Mentzelopoulos
André Mentzelopoulos, né le 15 juin 1915 à Patras dans le Péloponnèse en Grèce et mort le 17 décembre 1980 à Paris, est un entrepreneur français d'origine grecque.

## Biographie
André Mentzelopoulos est venu en France à Grenoble pour préparer une licence de lettres. Démobilisé au Pakistan en 1945 de l'armée britannique, il s'est installé à Karachi, comme homme d'affaires et s'est spécialisé dans la revente des surplus militaires de l'armée britannique.  Il  fait ainsi d'abord fortune entre 1947 et 1960 dans l'intermédiation des marchés d'armement passés par le gouvernement du Pakistan, ayant en particulier obtenu dans ce pays en 1960, pour la société française des Avions Marcel Dassault, leur premier contrat d'exportation des avions de chasse Mirages III. Puis il s'est installé en France où il est connu pour avoir racheté la chaîne de magasins Félix Potin en 1958, et le domaine de château Margaux en 1977.
L'enseigne Félix Potin, mal gérée, fit faillite en 1996, mais André Mentzelopoulos en conserva l'immobilier, qui était de première qualité, pour le restructurer et le valoriser. Château Margaux et son vignoble ont aussi été profondément réorganisés et modernisés sous sa direction pour reprendre leurs rangs prestigieux.
Sa fille Corinne Mentzelopoulos gère le domaine depuis la disparition, en 1980, d'André Mentzelopoulos.